# Blanca de Castejón
María Blanca Josefina Regalado Castejón y Otero (San Juan, 13 de mayo de 1906 – Ciudad de México; 26 de diciembre de 1969), conocida como Blanca de Castejón, fue una actriz puertorriqueña que trabajó en Hollywood, Argentina y México en la Época de Oro del Cine Mexicano, donde llegó a ser una primera figura y en donde es recordada hasta el día de hoy gracias a su talento interpretativo.

## Biografía
Blanca de Castejón nace el 13 de mayo de 1906 en San Juan, Puerto Rico, hija de Rafael de Castejón Hernáiz, telegrafista, y Josefa Otero Rivera, ama de casa. Su carrera la inicia en el cine hispano de Hollywood, en donde logra hacer siete películas y trabajar con figuras como Lupe Vélez, Gilbert Roland y Tito Guizar, siendo su mayor éxito Mis dos amores (1938), producida por Ramón Cobian. Enseguida filma en Argentina, y en 1942 llega a México, donde realiza la mayor parte de su trabajo.

### En el cine

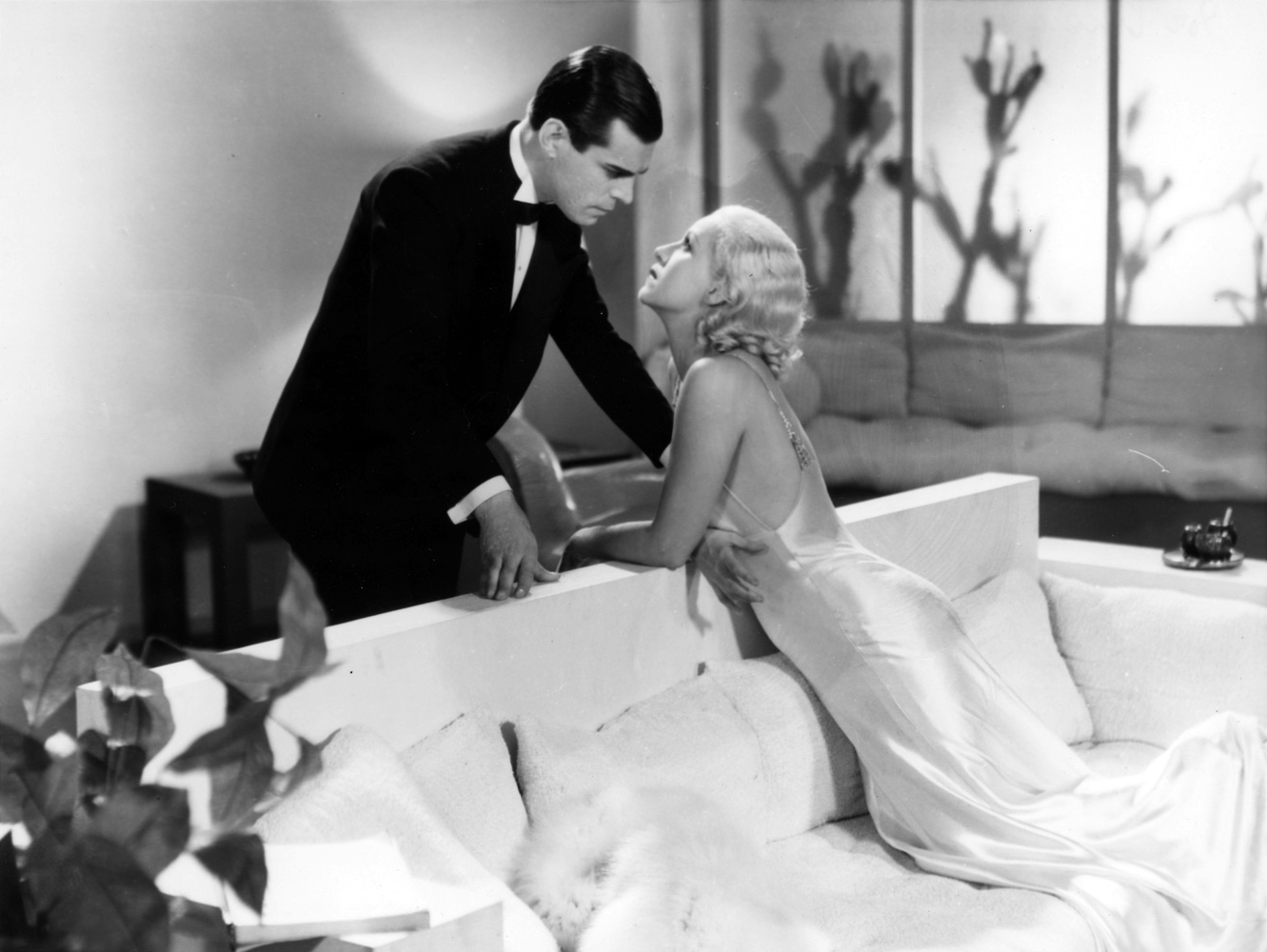
Junto a José Gola en la película argentina Por buen camino (1935) de Eduardo Morera.

Su primera cinta en el cine mexicano fue La razón de la culpa (1942), en la que comparte créditos con dos actores que llegarían a ser estrellas: María Elena Marqués y Pedro Infante (en su único papel como extranjero), seguida de Qué hombre tan simpático! (1943) con Fernando Soler, Gloria Marín y Manuel Medel. Sin embargo, no fue hasta 1948 que obtuvo su primer éxito, Ya tengo a mi hijo, dirigida por Ismael Rodríguez, junto a Isabela Corona. En esta película aprovecharon la relevancia que había tenido la noticia del secuestro del niño Fernando Bohigas (quien en la película se interpreta a sí mismo), para realizar una historia basada en el caso. Después de esta cinta, sus oportunidades de lucimiento llegaron con comedias como Nosotras las taquígrafas (1950), Mamá nos quita los novios (1952), y particularmente Escuela de vagabundos (1955), de Rogelio A. González, donde se reuniría de nuevo con Pedro Infante, además de la bella Miroslava Stern. Gracias a esta cinta, gana el Ariel y consigue más papeles de comedia, como Mientras el cuerpo aguante, con comediantes de primera fila como Antonio Espino "Clavillazo", y  Escuela para suegras (1958), con un personaje que rememoraba al que hizo en Escuela de vagabundos, Tres lecciones de amor (1959) y Vagabundo y millonario (1959), junto a Germán Valdés "Tin-Tan". Su última cinta fue Los signos del zodiaco (1963).
Blanca de Castejón, quien también fue diseñadora de vestuario, actriz de doblaje y teatral (su mayor logro en este rubro fue La rosa tatuada de Tennessee Williams, que presentó bajo la dirección de Dimitrio Sarrás en la sala Chopin) y posteriormente debutó en la obra de teatro La azotaina, de Jean de Letraz, se casó con el actor Rafael Banquells.
Hizo la voz del personaje de la Reina en el primer doblaje latinoamericano de la película animada Blancanieves y los siete enanitos (1938) de Disney. El doblaje se llevó a cabo en Los Ángeles.

### En el teatro
Pese a que desarrolló buena parte de su actividad en el cine, trabajó en el teatro de manera intermitente. Debutó en México en 1932 como parte de la Compañía de Comedias de Ernesto Vilches, con la que se presentó en las obras El negro que tenía alma de blanco y El séptimo cielo, entre otras. Posteriormente incursionó en el cine y volvió esporádicamente al teatro para trabajar al lado de importantes directores, entre los que se mencionan André Moreau, Fernando Wagner y Earl Sennet. En 1955 actuó durante la función inaugural del teatro Bon Soir con la obra El caso de la mujer fotografiadita. Otras obras en las que actuó fueron Teatro (1949), La suerte de los malos (1954) y Mujeres (1957).

## Muerte
Falleció el 26 de diciembre de 1969 en la Ciudad de México a la edad de 63 años debido a complicaciones por diabetes mellitus, sus restos fueron sepultados en el Panteón Jardín ubicado en la misma ciudad.

## Filmografía

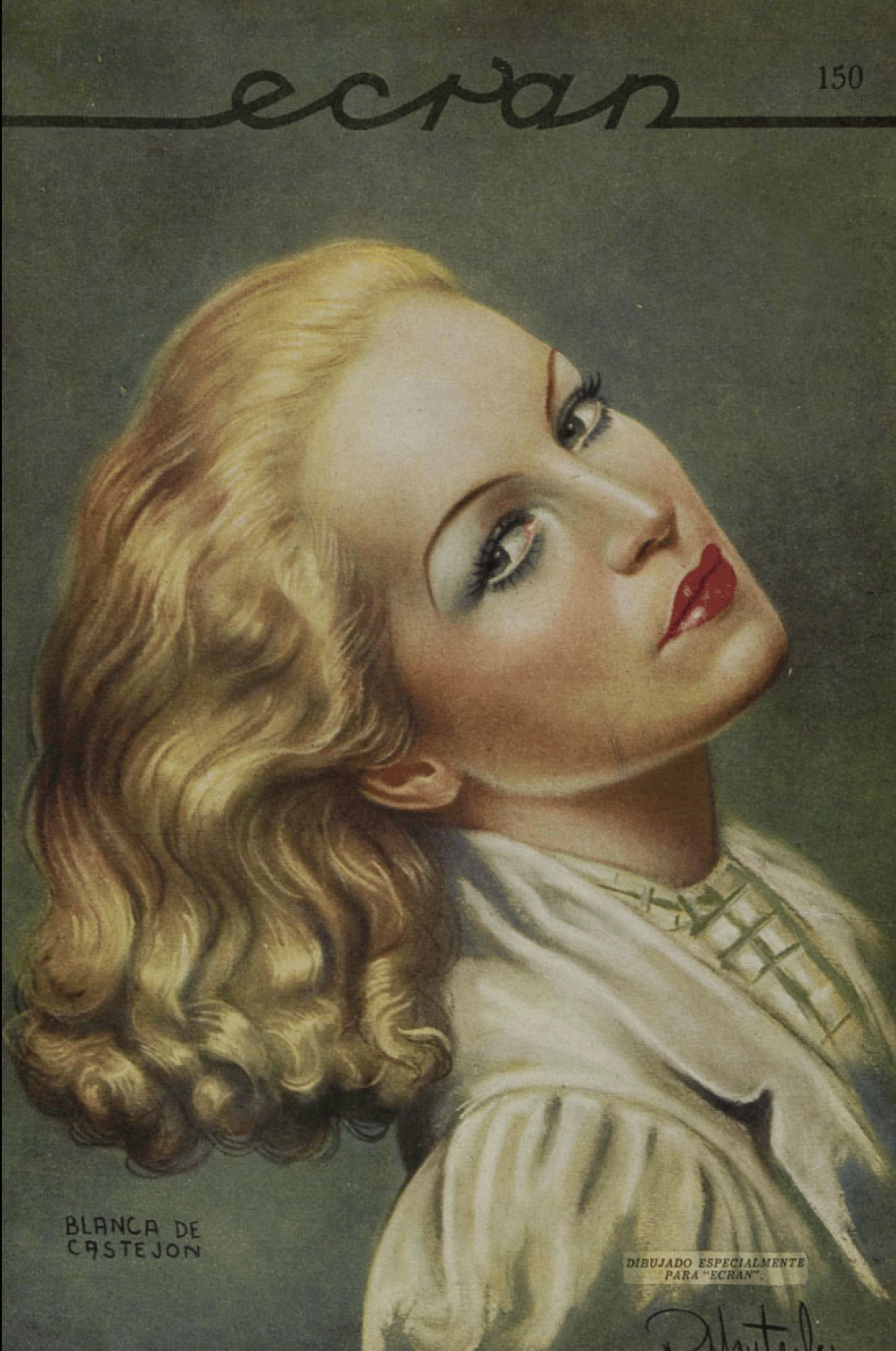
Retrato de Blanca de Castejon en revista Ecran (1934).

### Cine
- Resurrección (1931)
- El impostor (1931)
- Esclavas a la moda (1931)
- Eran trece (1931)
- Crimen a las tres (1934)
- Por buen camino (1935)
- El carnaval del Diablo (1936)
- Mis dos amores (1938)
- Blancanieves y los siete enanitos voz de Reina (1938)
- Dumbo voz de Elefanta Giggles (1942)
- La razón de la culpa (1942)
- Que hombre tan simpático (1943)
- Ave sin nido (1943)
- Divorciadas (1943)
- Imprudencia (1944)
- Los maridos engañan de 7 a 9 (1946)
- Yo soy tu padre (1948)
- Ya tengo a mi hijo (1948)
- Cuide a su marido (1949)
- Nosotras las taquígrafas (1950)
- Yo también soy de Jalisco (1950)
- Lodo y armiño (1951)
- Los apuros de mi ahijada (1951)
- Todos son mis hijos (1951)
- Prefiero a tu papá (1951)
- Mamá nos quita los novios (1952)
- Escuela de vagabundos (1954)
- El gallo colorado (1956)
- Escuela para suegras (1957)
- Mientras el cuerpo aguante (1958)
- Tres lecciones de amor (1959)
- Vagabundo y millonario (1959)
- Los signos del zodíaco (1963)

### Televisión
- Risas amargas (1961)

## Reconocimientos

### Premios Ariel
| Año  | Categoría             | Película              | Resultado |
| ---- | --------------------- | --------------------- | --------- |
| 1956 | Co-actuación femenina | Escuela de vagabundos | Ganadora  |